# Susan Auch
Susan Auch (1º marzo 1966) è un'ex pattinatrice di velocità su ghiaccio e pattinatrice di short track canadese.

## Biografia
Auch ha partecipato a cinque Olimpiadi invernali, vincendo il bronzo nella staffetta dei 3000 metri alle Olimpiadi del 1988 a Calgary, e l'argento nelle gare dei 500 metri alle Olimpiadi del 1994 a Lillehammer, Norvegia, e ai giochi del 1998 a Nagano, Giappone. Nel 1999, Auch annunciò il suo ritiro dalle competizioni, ma poi cambiò idea e partecipò a una quinta Olimpiade invernale, ossia ai giochi del 2002 a Salt Lake City; tuttavia, non riuscì a salire sul podio e si ritirò definitivamente dopo quei giochi.
L'oval per il pattinaggio di velocità su lunga pista di Winnipeg è la "Susan Auch Speed Skating Oval."
È stata inserita nella Manitoba Sports Hall of Fame and Museum nel 2003, nella Canadian Olympic Hall of Fame nel 2010 e nella Canada's Sports Hall of Fame nel 2015.
Nel corso delle elezioni provinciali del Manitoba del 2011 si è candidata come Progressive Conservative nel collegio di Assiniboia a Winnipeg, classificandosi al secondo posto, dietro l'attuale legislatore del New Democratic Party, Jim Rondeau.
Nel 2025, inoltre, si è presentata come candidata indipendente nel by-election nel collegio di Transcona a Winnipeg, indetto poco dopo la morte di Nello Altomare, concludendo al quarto posto con 208 voti.

## Palmarès

### Olimpiadi
Pattinaggio di velocità
- Argento a Lillehammer 1994 nei 500 metri.
- Argento a Nagano 1998 nei 500 metri.

Short track
- Bronzo a Calgary 1988 nella staffetta 3000 metri.